# 洪致文
洪致文（1970年12月21日—）是，臺灣鐵道文化研究者及氣象學家，台北市人，現為國立臺灣師範大學地理學系教授，並自2019年10月1日至2021年8月2日擔任國家鐵道博物館籌備處首任主任。

## 家世背景
洪致文出身台北望族、艋舺富商洪騰雲之後。曾祖父洪以南曾任辨務署參事、臨時臺灣舊慣調查會、臺北廳參事、淡水區區長等。祖父洪長庚是台灣首位眼科博士。父親洪達雄曾任教大同大學電機系。

## 個人略歷
洪致文經歷台大大氣科學系畢業，美國洛杉磯加利福尼亞大學大氣科學博士，以鐵道文化相關的著作著稱。洪致文18歲開始發表鐵道文章，最初發表的文章〈再見淡水線〉發表於延平中學校刊《延平青年》第22期，迄今已出版10餘本的鐵道專書。洪致文是國立臺灣大學鐵道暨火車研習社和中華民國鐵道文化協會創始會員，曾任《鐵道情報》總編輯，曾任教於中國文化大學大氣科學系，目前任教於國立臺灣師範大學地理學系。研究專長為台灣鐵道史、鐵道文化、台灣航空史、戰爭遺跡、亞澳季風、氣候變遷、台灣氣候、氣象史、古蹟研究等領域。
洪致文於2019年10月1日就任國家鐵道博物館籌備處首任主任，他表示：「我對於這項新任務的期許，是能兼顧硬體的籌建與擘劃營運的內涵；現行的組織雖然稱為「籌備處」，但我期待以準鐵道博物館的型態來推動初期籌備任務，除了按照期程掌握園區整備及建物分階段整修之工程進度，同時關注到世界頂尖鐵道博物館同道們所重視的基本核心價值、館藏特色⋯⋯。因此，國家鐵道博物館該有的典藏與研究、展示與推廣、運轉等機能建置都會陸續啟動。」 2021年8月2日，洪致文卸任國家鐵道博物館主任，由同為鐵道文化研究者的鄭銘彰接任。

## 著作
- 1992年《台灣鐵道傳奇》（時報文化出版）（本書榮獲1992年聯合報讀書人非文學類最佳書獎、1993年圖書綜合類金鼎獎）
- 1993年《台灣火車的故事》（時報文化出版）
- 1994年《阿里山森林鐵路紀行》（時報文化出版）
- 1996年《台灣鐵道趣味漫談》（時報文化出版）
- 1998年《台灣鐵道印象（上、下）》（南天書局出版）（本書榮獲1998年聯合報讀書人非文學類最佳書獎、金鼎獎優良圖書推薦人文類）
- 2000年《鐵道世界漫遊》（時報文化出版）、《珍藏世紀台灣鐵道．幹線鐵路篇》（時報文化出版）
- 2001年《珍藏世紀台灣鐵道．地方鐵道篇》（時報文化出版）、《青春晃舞．日本鐵道紀行》（時報文化出版）
- 2003年《鐵道電影院》（時報文化出版）
- 2006年《鐵道時光》（玉山社出版）
- 2007年《台灣氣象傳奇》（玉山社出版）
- 2010年《最新台灣氣候圖集》（國立臺灣師範大學地理系出版）、《臺灣漢詩人洪以南的現代文明旅遊足跡》（國立臺灣師範大學出版）
- 2011年《台灣鐵道文化志》（遠足文化出版）
- 2013年《臺北帝大氣象學講座物語》（國立臺灣師範大學地理系氣候實驗室出版）
- 2014年《台鐵花車百年史》（中華民國鐵道文化協會出版）
- 2015年《不沈空母：台灣島內飛行場百年發展史》（自費出版）
- 2016年《像我們這樣的文化恐怖分子：文化資產與城市記憶守護筆記》（前衛出版社）
- 2017年《台鐵全車輛：柴油機車、柴油客車》（自費出版）
- 2018年《台鐵全車輛：莒光號客車》（自費出版）
- 2019年《台鐵全車輛：客車轉向架圖鑑》（自費出版）、《台鐵珍貴車輛百選》（師大地理系出版）

## 外部鏈結
- 臺師大地理系師資介紹──洪致文教授 （页面存档备份，存于）
- 洪致文個人網頁 （页面存档备份，存于）
- 洪致文官方網誌 （页面存档备份，存于）
- 〈行行出狀元〉氣象人的鐵道物語──師大地理系洪致文教授專訪
- 追火車 攝影抓瞬間 重建珍貴鐵道史[永久]
- 洪致文Facebook粉絲專頁